# Magnus Wicander
Magnus Wicander, född 1720, död 1794 var en svensk kyrkomålare och konterfejare.
Wicander skrevs in som mästare 1748 vid Stockholms målarämbete för sin verksamhet i Västervik. Han utförde under 1760-1780-talen ett flertal kyrkliga målningsarbeten i trakterna av Västervik och Tjust. För Locknevi kyrka utförde han 1747 en takmålning och för Gamleby kyrka målade han 1760 en altartavla som senare flyttades till en av väggarna, för Loftahammars kyrka målade han 1787 altartavlan Kristus i Getsemane. Han utförde även målningsarbeten i Hallingebergs kyrka och Sankta Gertruds kyrka i Västervik.